# Rudabányait
A rudabányait vízmentes, klórtartalmú ezüst-higany-arzenátásvány, a foszfát- és rokon ásványok ásványosztályba tartozik, összegképlete (Ag,Hg)4(AsO4)Cl. 2017 márciusáig ez a kilencedik ásvány, amelyet Magyarország jelenlegi területén fedeztek fel: az egykori rudabányai vasércbánya területéről került elő, nevét ennek köszönheti. Típuspéldánya a miskolci Herman Ottó Múzeumban kapott helyet.

## Tulajdonságai
A rudabányait apró, mintegy 0,1–0,6 mm-es, gyémántfényű kristályokat alkot, melyek fényérzékenyek: fénymentes helyről kikerülve kristálykái narancssárga színűek, a fény hatására azonban lassan barnás olajzölddé, később sötétbarnává válnak. Kristályszerkezete köbös. Azok közé az arzenátásványok közé tartozik, amelyek kristályrácsa nem tartalmaz vizet, s amelyek rácsába pótanion – a rudabányait esetében kloridion – épül be a kationok által okozott pozitív töltéstöbblet semlegesítésére.
Kis méretű ezüst-higany-halogenidekkel együtt fordul elő ritkán a rudabányai érctelep oxidációs zónájának kovásodott limonitjában.

## Története
2010-ben Koller Gábor pilisborosjenői amatőr ásványkutató ismeretlen ásványt talált az egykori rudabányai vasércbánya Adolf bányarészében, s meghatározása végett a talált példányt beküldte a miskolci Herman Ottó Múzeumba. A kémiai és a kristályszerkezeti vizsgálatok eredményeiből egyaránt kiderült, hogy valóban új ásványról van szó, így elfogadtatására a kutatók 2016 őszén benyújtották javaslatukat az International Mineralogical Association (IMA), azaz a Nemzetközi Ásványtani Társaság új ásványok elfogadásával foglalkozó bizottságához, névjavaslatuk a rudabányait volt.
A harminctagú bizottság mind az új ásványt, mind a nevet elfogadta és regisztrálta. A rudabányait meghatározását Szakáll Sándor, a Miskolci Egyetem professzora, a Bécsi Egyetemen dolgozó Herta Effenberger, a Herman Ottó Múzeum osztályvezetője, mineralógusa Fehér Béla, valamint a Miskolci Egyetemen dolgozó Zajzon Norbert végezte el.
2017. március 11-12-én a 35. Miskolci Nemzetközi Ásványfesztiválon megtekinthető volt a rudabányait, továbbá Szakáll Sándor előadást is tartott az ásványról.